# Coryne atrovirens
Coryne atrovirens är en svampart som först beskrevs av Christiaan Hendrik Persoon, och fick sitt nu gällande namn av Pier Andrea Saccardo 1889. Coryne atrovirens ingår i släktet Coryne och familjen Helotiaceae.   Inga underarter finns listade i Catalogue of Life.